# Rally Vasco Navarro de 2002
El Rally Vasco Navarro de 2002, oficialmente 30.º Rally Vasco Navarro, fue la trigésima edición y la séptima ronda de la temporada 2002 del Campeonato de España de Rally. Fue también puntuable para el Desafío Peugeot, la Copa Saxo y la Súper Copa Fiat Punto. Se celebró del 6 al 9 de septiembre y contó inicialmente con un itinerario de diez tramos que sumaban un total de 155 km cronometrados. Sin embargo antes del arranque el tramo de Corres fue anulado por problemas técnicos administrativos quedándose finalmente en ocho tramos a disputar con un kilometraje de 129 km.
Con la ausencia de Chus Puras en la prueba, ya matemáticamente campeón de España, eran varios los pilotos candidatos a la victoria: Miguel Ángel Fuster, Dani Solà o Sergio Vallejo.
Miguel Ángel Fuster con su Citroën Saxo Kit Car dominó la prueba desde la primera etapa y se alzó con la victoria por delante de Solà en casi un minuto y de Santi Concepción por un minuto y veinticuatro segundos.

## Itinerario
| Día   | Tramo | Nombre       | Distancia | Hora  |
| ----- | ----- | ------------ | --------- | ----- |
| Día 1 | TC1   | Corres 1     | 15.27 km  | 15:32 |
| Día 1 | TC2   | Torralba     | 10.04 km  | 16:16 |
| Día 1 | TC3   | Sabando 1    | 20.15 km  | 16:47 |
| Día 1 | TC4   | Corres 2     | 15.27 km  | 18:48 |
| Día 1 | TC5   | Sabando 2    | 20.15 km  | 19:22 |
| Día 2 | TC6   | Belascoain 1 | 13.57 km  | 08:28 |
| Día 2 | TC7   | Alloz 1      | 17.87 km  | 09:04 |
| Día 2 | TC8   | Guembe       | 11.27 km  | 09:32 |
| Día 2 | TC9   | Belascoain 2 | 13.57 km  | 11:32 |
| Día 2 | TC10  | Alloz 2      | 17.87 km  | 12:08 |

## Clasificación final
| Pos. | Piloto                | Copiloto            | Automóvil                | Tiempo  | Diferencia |
| ---- | --------------------- | ------------------- | ------------------------ | ------- | ---------- |
| 1.   | Miguel Ángel Fuster   | José Vicente Medina | Citroën Saxo Kit Car     | 1:12:40 | 0.0        |
| 2.   | Dani Solà             | Álex Romaní         | Citroën Saxo S1600       | 1:13:33 | +0:53      |
| 3.   | Santi Concepción      | Víctor Del Rosario  | Mitsubishi Lancer Evo VI | 1:14:04 | +1:24      |
| 4.   | Sergio López-Fombona  | Juan Carlos Dorado  | Citroën Saxo Kit Car     | 1:14:09 | +1:29      |
| 5.   | Sergio Vallejo        | Diego Vallejo       | Fiat Punto S1600         | 1:14:17 | +1:37      |
| 6.   | Manuel Muniente       | Borja Rozada        | Peugeot 206 S1600        | 1:14:39 | +1:59      |
| 7.   | Leonardo Sabán        | Rogelio Peñate      | Fiat Punto Kit Car       | 1:15:07 | +2:27      |
| 8.   | Miguel Martínez-Conde | Adrián Ruiz         | Mitsubishi Lancer Evo VI | 1:15:14 | +2:34      |
| 9.   | Ion Aguirre           | Asier Lasa          | Citroën Saxo Kit Car     | 1:15:15 | +2:35      |
| 10.  | Santiago Artetxe      | Andrés Vilariño     | SEAT Córdoba WRC Evo3    | 1:15:37 | +2:57      |